# Stop Making Sense
Stop Making Sense (en españolː Dejar de tener sentido) es el sexto álbum y el segundo en vivo de la banda estadounidense de new wave Talking Heads, además de ser la banda sonora de la película homónima. El álbum fue lanzado en octubre de 1984. 
La versión original cuenta con solo nueve de las canciones que son tocadas en la película, muchas de ellas sufrieron modificaciones por la edición. En 1999, salió una segunda versión, que incluía 16 canciones y que coincidió con el 15 aniversario del concierto donde se grabaron los temas.
Se le considera uno de los mejores álbumes en vivo de la historia.
El álbum pasó más de dos años en el Billboard 200. Fue ubicado en el puesto No. 354 de los 500 Greatest Albums of All Time, de la revista Rolling Stone.

## Contexto
Talking Heads salió de gira en 1983 para promocionar su álbum Speaking in Tongues. En el desarrollo de la gira, al director Jonathan Demme se le encargó grabar una película con material de la gira. Fue así como se grabaron el mismo día la película y el álbum.
La intención de David Byrne no era hacer un álbum tradicional de la banda de sonido, sino tenerla una experiencia separada. Por ese motivo, el álbum abre con Psycho Killer siendo un solo de Byrne.

### Lanzamiento y promoción
El álbum fue lanzado al mercado el 23 de octubre de 1984.

## Relanzamientos y ediciones
Versiones limitadas del LP original presentaban un libro de imágenes a todo color envuelto alrededor de la chaqueta del álbum. Las versiones regulares tenían muchas de las imágenes y los subtítulos en la manga interna del álbum. En 1999 - para corresponder con la reedición teatral de la película - el álbum fue ampliado y remasterizado, restaurando todas las canciones de la película con solo ediciones muy menores. 

## Recepción y legado
Según la página Best Ever Albums, Stop Making Sense fue votado como el cuarto mejor álbum de la discografía de Talking Heads. También le atribuye ser el décimo mejor álbum de 1984, el 59vo de los años ochenta y el 436vo de los 500 mejores de toda la historia.
Por su parte, la Rolling Stone Magazine le dio una calificación de 4/5, y lo ubicó en el puesto 354vo puesto de los mejores 500 álbumes de su lista de mejores discos de todos los tiempos. Así mismo, Rob Sheffield, de la misma publicación, catalógo a la película como una de las mejores películas de conciertos de la historia.
En 2012 Slant Magazine enumeró el álbum en 61vo puesto de su lista de "Los mejores álbumes de los años 1980".
Sin embargo, Allmusic le dio una calificación de 4,5/5, porque consideró que el la versión de 1999 era superior a la mezcla extraña de 1984, que los más puristas de la banda calificaron como sucía y deslucida.

## Lista de canciones
Lado A

| N.º | Título                   | Duración  |  |
| 1.  | «Psycho Killer»          | 4:28      |  |
| 2.  | «Swamp»                  | 3:50/4:28 |  |
| 3.  | «Slippery People»        | 3:35/4:13 |  |
| 4.  | «Burning Down the House» | 4:14      |  |
| 5.  | «Girlfriend Is Better»   | 3:32/5:07 |  |

Lado B

| N.º | Título                 | Duración  |  |
| 6.  | «Once in a Lifetime»   | 4:34/5:34 |  |
| 7.  | «What a Day That Was»  | 5:08/6:30 |  |
| 8.  | «Life During Wartime»  | 4:52/5:52 |  |
| 9.  | «Take Me to the River» | 6:00      |  |

Film/Special New Edition Soundtrack

| N.º | Título                                  | Duración |  |
| 1.  | «Psycho Killer»                         | 4:24     |  |
| 2.  | «Heaven»                                | 3:41     |  |
| 3.  | «Thank You for Sending Me an Angel»     | 2:09     |  |
| 4.  | «Found a Job»                           | 3:15     |  |
| 5.  | «Slippery People»                       | 4:00     |  |
| 6.  | «Burning Down the House»                | 4:06     |  |
| 7.  | «Life During Wartime»                   | 5:51     |  |
| 8.  | «Making Flippy Floppy»                  | 4:40     |  |
| 9.  | «Swamp»                                 | 4:30     |  |
| 10. | «What a Day That Was»                   | 6:00     |  |
| 11. | «This Must Be the Place (Naive Melody)» | 4:57     |  |
| 12. | «Once in a Lifetime»                    | 5:25     |  |
| 13. | «Genius of Love»                        | 4:30     |  |
| 14. | «Girlfriend Is Better»                  | 5:06     |  |
| 15. | «Take Me to the River»                  | 5:32     |  |
| 16. | «Crosseyed and Painless»                | 6:11     |  |

## Personal
- David Byrne - voz, guitarra
- Jerry Harrison - guitarra, teclados, acompañamiento vocal
- Tina Weymouth - bajo, synth bass guitarra, acompañamiento vocal
- Chris Frantz - batería, acompañamiento vocal

### Músicos adicionales
- Bernie Worrell - teclados
- Alex Weir - guitarra, acompañamiento vocal
- Steve Scales - percusión
- Ednah Holt - acompañamiento vocal
- Lynn Mabry- acompañamiento vocal

### Producción
- Talking Heads, Gary Goetzman - producción
- Ted Jensen para Sterling Sound, NYC - masterización